# التحولات
كتاب التحولات (باللاتينية: Metamorphōseōn librī) هي قصيدة سردية لاتينية للشاعر الروماني أوفيد، وتعتبر رائعته. وتضم القصيدة خمسة عشر كتابا وأكثر من 250 أسطورة، وتسرد تاريخ العالم من خلقه إلى تأليه يوليوس قيصر ضمن الإطار الأسطوري التاريخية الفضفاض.
رغم أن القصيدة تقابل معايير الملحمة، إلا أنها تتحدى هذا التصنيف البسيط باستخدامها موضوعات ونغمات مختلفة. استلهم أوفيد من الشعر التحولي، وبعض من «التحولات» مستمدة من الأفكار القديمة عن نفس الأساطير. إلا أنه يختلف بشكل كبير عن كل النماذج التي استقى منها.
يعتبر الكتاب أحد أكثر الأعمال تأثيرا في الثقافة الغربية، وألهم الكثيرين مثل دانتي، بوكاتشيو، تشوسر، وشكسبير. وقد وصفت حلقات عديدة من القصيدة في أعمال فنية معروفة مثل النحت والرسم لفنانين مثل تيتيان. ورغم أن الاهتمام بأوفيد تلاشى بعد عصر النهضة، فقد تجدد الاهتمام به وبعمله قرب نهاية القرن العشرين؛ ولا يزال اليوم مصدر إلهام ويتم سرده من خلال وسائل إعلام مختلفة. تمت ترجمة العمل عدة مرات إلى اللغة الإنجليزية، وأولها كان من إعداد وليم كاكستون في 1480.
تُرجِم كتاب التحولات عدة مرات للعربية، كانت أشهرها ترجمة الدكتور ثروت عكاشة، التي أتت تحت عنوان «مسخ الكائنات». وكذا الترجمة اللاحقة، التي أعدها وحققها الشاعر أدونيس، تحت عنوان «التحولات».
ومن أشهر التجارب الأدبية الحديثة، التي استلهمت مفهوم التحولات في زمنٍ لاحقٍ، تجربة الأديب الألماني فرانز كافكا، في روايةٍ شهيرةٍ له بنفس الاسم، غير أنها تُرجِمَت للعربية بعنوان المسخ.
كذلك فقد مثَّلَت فكرة التحولات مصدراً لإلهام بعض الفنانين التشكيليين في الفترة الراهنة، ومن أحدث التجارب التي قامت على الفكرة، تجربة الفنان المصري ياسر منجي، في مجال كتاب الفنان (Artist’s Book)، والتي حملت عنوان «كتاب التحولات»، وعُرِضَت بقاعات عرض متحف محمود مختار عام 2016.